# Ваймога
Ваймога — река в России, протекает по Архангельской области. Устье реки находится в 9 км по левому берегу реки Лахома. Длина реки составляет 39 км.

## Притоки
- 2 км: Перчема (пр)
- 12 км: Маниха (лв)
- 21 км: Петрова (лв)
- 21 км: река без названия (пр)

## Данные водного реестра
По данным государственного водного реестра России относится к Двинско-Печорскому бассейновому округу, водохозяйственный участок реки — Северная Двина от впадения реки Вычегда до впадения реки Вага, речной подбассейн реки — Северная Двина ниже места слияния Вычегды и Малой Северной Двины. Речной бассейн реки — Северная Двина.
Код объекта в государственном водном реестре — 03020300112103000026312.